# NGC 274
NGC 274 je galaksija u zviježđu Kit.

## Vanjske poveznice
- SEDS: NGC 274